# Kalbornia
Kalbornia (do 31 grudnia 2000 Kalborno, niem. Kahlborn, Kalborn) – wieś w Polsce położona w województwie warmińsko-mazurskim, w powiecie ostródzkim, w gminie Dąbrówno.
W latach 1975–1998 miejscowość administracyjnie należała do województwa olsztyńskiego.

## Historia
W czasach krzyżackich wieś pojawiła się w dokumentach w roku 1321, kiedy podlegała pod komturię w Dąbrównie. Były to dobra rycerskie o powierzchni 22 włók.
W 1397 Konrad von Jungingen nadał ziemię w Kalbornie wraz z innymi dobrami w Brzeźnie, Leszczu, Ostrowitem, Ruszkowie, Sarnie, Sławkowie i Elgnowie Piotrowi Bażyńskiemu.
W 1945 osada Kalborno była częścią miasta Dąbrówno.
W 1974 r. miejscowość Kalborno obok Brzeźna Mazurskiego oraz wsi i PGR Leszcz należała do sołectwa Brzeźno Mazurskie, gminy Dąbrówno i powiatu ostródzkiego. 